# Asproválta
Asproválta är en ort i Grekland.   Den ligger i prefekturen Nomós Thessaloníkis och regionen Mellersta Makedonien, i den nordöstra delen av landet, 300 km norr om huvudstaden Aten. Asproválta ligger 8 meter över havet och antalet invånare är 2 838.
Terrängen runt Asproválta är lite bergig. Havet är nära Asproválta åt sydost.  Asproválta är det största samhället i trakten. 